# Halfthree Point
Der Halfthree Point (englisch für Halbdreispitze) ist eine Landspitze von King George Island im Archipel der Südlichen Shetlandinseln. Er bildet das südöstliche Ende der Fildes-Halbinsel.
Wissenschaftler der britischen Discovery Investigations kartierten und benannten die Landspitze im Jahr 1935. Der Benennungshintergrund ist nicht überliefert.
Im Composite Gazetteer of Antarctica ist unter nahezu identischen Geokoordinaten eine Halbinsel unter dem Namen Banshan Jiao (chinesisch 半山角) enthalten, die chinesische Wissenschaftler im Jahr 1986 benannten.